# Karol Forster
Karol Godfryd Henryk Forster (ur. 26 listopada 1800 w Warszawie, zm. 9 listopada 1879 w Berlinie) – polski pisarz i poeta. W czasach Królestwa Polskiego był urzędnikiem wojskowym i cywilnym. Po powstaniu listopadowym wyemigrował do Paryża. Po 1848 mieszkał w Niemczech (między innymi w Berlinie), początkowo jako korespondent paryskiego czasopisma „La Patrie”.
Pisał powieści, prace historyczne, popularnonaukowe i społeczno-ekonomiczne, wydawane w Niemczech (lata 1867–1873) oraz Francji. Tłumaczył poezje Thomasa Moore’a.

## Dzieła
- La Vieille Pologne Album historique et poétique, Paryż, Firmin Didot Frères, 1836 (2. wyd.) (tłumaczenie Śpiewów historycznych Niemcewicza)[2]
- Histoire de la Pologne depuis les temps les plus reculés jusqu’en 1840, Firmin Didot Frères, 1848[3]
- Quinze ans à Paris (1832-1849), Firmin Didot Frères, 1849
- L’Hôtel Diesbach ou Les Polonais à Paris (1796), 1835
- Historia de la Polonia[4], Barcelona, Imprenta A. Frexas, 1850 (hiszpańskie tłumaczenie) (wyd. 2012, Nabu Press)